# Mesochorus marcapatae
Mesochorus marcapatae là một loài tò vò trong họ Ichneumonidae.